# Ashita no Joe
Ashita no Joe (jap. あしたのジョー) ist eine Manga-Reihe des japanischen Zeichners Tetsuya Chiba und des Autors Ikki Kajiwara aus den Jahren 1968 bis 1973. Das Werk wurde in mehreren Animes und Videospielen adaptiert und erlangte in Japan große Bekanntheit.
Der Manga handelt von der Karriere eines Boxers und lässt sich in die Genres Shōnen, Drama und Sport einordnen. Für das letzte hatte es auf Grund seiner Popularität große Bedeutung.

## Inhalt
Der Waise Joe Yabuki (矢吹 丈, Yabuki Jō) flieht aus dem Waisenhaus in Tokio und trifft in den Slums den ehemaligen Box-Trainer Danpei Tange (丹下 段平). Tange hilft ihm und er kämpft sich durch die Straßen des Slums, gegen Banden, und wird dabei mehrfach festgenommen. Schließlich wird er Profiboxer und kämpft sich nach oben. Im letzten Kapitel kämpft Joe 15 Runden lang gegen den amtierenden Weltmeister, wobei beide Boxer mehrmals zu Boden gehen. Schließlich sinkt er nach der 15. Runde auf dem Stuhl in der Ecke des Rings zusammen und lächelt.
Es ist nicht klar, ob Joe am Ende des Mangas gestorben ist oder nicht. Vor allem die erwachsenen Leser nahmen an, dass er starb. Für die Jüngeren aber lebte er weiter, da sein Kampfgeist ungebrochen war.

## Veröffentlichung
Der Manga erschien von Januar 1968 bis Mai 1973 im Weekly Shonen Magazine des Verlags Kodansha. Die Einzelkapitel wurden später auch in 20 Sammelbänden herausgebracht.
Auf Italienisch erschien der Manga bei Star Comics.

## Adaptionen

### Erste Animeserie
1970 produzierte das Studio Mushi Productions eine 79-teilige Anime-Serie zum Manga unter der Regie von Osamu Dezaki. Das Charakterdesign entwarf Akio Sugino und die künstlerische Leitung übernahm Teiichi Akashi. Die Serie wurde vom 1. April 1970 bis zum 29. September 1971 durch den japanischen Sender Fuji TV ausgestrahlt.
Die Serie wurde auch im italienischen Fernsehen ausgestrahlt.

#### Synchronisation
| Rolle          | japanischer Sprecher (Seiyū) |
| -------------- | ---------------------------- |
| Joe Yabuki     | Teruhiko Aoi                 |
| Goromaki Gondō | Chikao Ōtsuka                |
| Sachi          | Fuyumi Shiraishi             |
| Shark          | Goro Naya                    |

#### Musik
Die Musik der Serie wurde komponiert von Masao Yagi. Das Vorspannlied ist Ashita no Joe von Isao Bitō und für den Abspann wurden die Titel Joe no Komoriuta (ジョーの子守唄) von Asao Koike und Rikiishi Toru no Theme (力石徹のテーマ) von Hide Yuki verwendet.

### Zweite Animeserie
1980 wurde von Tokyo Movie Shinsha eine zweite Anime-Serie mit 47 Folgen produziert. Regie führte Osamu Dezaki und das Charakterdesign stammt von Akio Sugino. Kazuo Oga war künstlerischer Leiter. Die Serie wurde vom 13. Oktober 1980 bis zum 31. August 1981 vom Sender NTV ausgestrahlt.
Der Anime wurde auf Französisch von La 5 und Mangas ausgestrahlt, in Spanien durch Antena 3 und in Italien durch Italia 7, Italia Teen Television und JTV.

#### Synchronisation
| Rolle          | japanischer Sprecher (Seiyū) |
| -------------- | ---------------------------- |
| Joe Yabuki     | Teruhiko Aoi                 |
| Yōko Shiraki   | Emi Tanaka                   |
| Carlos Rivera  | Ryusei Nakao                 |
| Kinoko         | Junko Hori                   |
| Goromaki Kondō | Takeshi Watanabe             |

### Dritte Animeserie
Eine neue vom Manga inspirierte dritte Adaption namens Megalobox wurde am 14. Oktober 2017 angekündigt. Die Geschichte des Anime erzählt eine eigenständige Handlung, die nicht im Manga erschienen ist.
Die Regie führte Yō Moriyama und Katsuhiko Manabe und Kensaku Kojim schrieben die Drehbücher.

#### Musik
Die Musik des Animes komponierte Ichiro Araki. Die beiden Lieder zum Vorspann sind Kizudarake no Eikō (傷だらけの栄光) von Takeshi Obo und Midnight Blues von Ichiro Araki, die auch den Abspanntitel Hateshinaki Yami no Kanata ni (果てしなき闇の彼方に) in zwei Versionen produziert haben.

### Filme
Am 8. März 1980 kam mit Ashita no Joe ein erster Film zum Manga in die japanischen Kinos. Regie führte wie bei den Serien Osamu Dezaki. Der Film wurde auch ins Englische übersetzt.
Am 4. Juli 1981 folgte der Film Ashita no Joe 2, der auch ins Italienische übersetzt wurde.

### Original Video Animation
Am 25. Mai 2003 erschien in Japan die Original Video Animation Joe vs. Joe auf DVD. Die 6-teilige Kurzserie entstand unter der Regie von Shigeharu Takahashi im Studio Office AO. Das Charakterdesign entwarf Yoshitaka Yasuda und die künstlerische Leitung übernahm Kohji Azuma. Eine englische Fassung erschien bei Animewho.

### Videospiele
In Japan erschienen von 1990 bis 2004 neun Videospiele zum Manga. Darunter Ashita no Joe von Taito als Arcade-Spiel 1990 und Ashita no Joe Tōchi: Typing Namida Hashi von Sunsoft für die PlayStation 2 2001. Zuletzt erschien Ashita no Joe Masshiro ni Moe Tsukiro! Konami the Best bei Konami.

## Rezeption
Die Serie gehört zu den beliebtesten Sport-Mangas in Japan. Der Manga hatte eine große Fangemeinde und wurde mit viel Anteilnahme verfolgt. Als nach dem Kampf von Joe gegen seinen Gegner Tōru Rikiishi dieser am Ende des Kapitels im März 1970 starb, kamen über 700 Gäste zur vom Verlag organisierten Trauerfeier für die Figur.
Die Serie gehörte in Japan zu denen, die eine Diskussion über Gewalt in den Medien auslösten. Der Manga wurde von der Jugendschutzbehörde untersucht und als „anstößig“ bezeichnet. Dabei gab es nicht nur Bedenken, dass der Manga Gewalt verherrliche, sondern dass er auch als Symbol benutzt würde. So wurde Joe tatsächlich zu einer Ikone der Studentenbewegung in Japan. Auch die Flugzeugentführerer der japanischen Roten Armee bezeichneten sich 1968 als Ashita no Joe. Daher wurde bald der Manga für den Aufstand und die Ausschreitungen während der Demonstrationen gegen den Vietnam-Krieg verantwortlich gemacht.